# The Dirt
The Dirt: Confessions of the World's Most Notorious Rock Band (ISBN 0-06-098915-7) es una autobiografía escrita en colaboración por Mötley Crüe y Neil Strauss, donde escriben sobre los miembros de Mötley Crüe. Publicado por primera vez en 2001, es la crónica de la formación de la banda, su ascenso a la fama y su estilo de vida decadente. Ellos escriben de los altibajos de su vida con una sinceridad poco común.
The Dirt fue escrito por Tommy Lee, Mick Mars, Vince Neil y Nikki Sixx, con la ayuda de Neil Strauss, escritor de The New York Times, y contiene capítulos escritos por John Corabi y Doc McGhee.
El libro contiene más de 100 fotografías, la mayoría en blanco y negro, con una sección de color de 16 páginas en la mitad del libro.
La primera edición fue en New York Times Bestseller list, durante cuatro semanas y vendió 13,000 respetables copias en el Reino Unido.
El álbum de Mötley Crüe Saints of Los Angeles lanzado en el año 2008 fue inspirado por el libro.